# Челядзь
Челядзь (пол. Czeladź) — місто в південній Польщі, на річці Бриниця. Розташоване у Верхньосілезькому вугільному басейні.
Належить до Бендзинського повіту Сілезького воєводства.

## Демографія
Демографічна структура станом на 31 березня 2011 року:
|          | Загалом | Допрацездатний вік | Працездатний вік | Постпрацездатний вік |
| -------- | ------- | ------------------ | ---------------- | -------------------- |
| Чоловіки | 16056   | 2639               | 11409            | 2008                 |
| Жінки    | 17689   | 2409               | 10568            | 4712                 |
| Разом    | 33745   | 5048               | 21977            | 6720                 |